# قالی کاشان
قالی کاشان گونه‌ای دستباف از قالی ایرانی است که در کاشان تولید می‌شود. سالانه بیش از ۱۵۰۰ متر فرش دستباف در کاشان تولید می‌شود.قالی کاشان مانند بیشتر فرشهای مناطق مرکزی، شرقی و غربی ایران، همواره به روش گره گره نامتقارن یا گره گره فارسی بافته شده است.امروزه تار و پود فرش کاشان از جنس پنبه است، اگرچه در قالی های ابریشمی ممکن است از جنس ابریشم باشد. در بافت این نوع فرش از مواد اولیه پشم و کرک گوسفندی و ابریشم استفاده می شود و در نمونه های خاص از پشم شتر برای بافت قالی کاشان بهره برده شده است. رجشمار عمومی قالی کاشان بین سی تا چهل گره در نمونه های معمول و تا هشتاد گره در قالیهای ظریف تر می رسد.
موزهٔ فرش کاشان نیز با سرمایه گذاری بخش خصوصی در شهر کاشان پایه‌گذاری شده است که هم اکنون مراحل پایانی ساخت بنا را سپری می کند. این موزه نخستین موزه ی خصوصی در زمینه ی فرش دستباف در ایران خواهد بود.

## سبک‌های عمده در نقشه قالی کاشان
در کاشان نقشه‌های مختلفی بافته می‌شود که ممکن است این طرح‌ها، اصالتاً از نقاط دیگر کشور وارد کاشان شده باشد، اما به‌طور کلی و بررسی‌های صورت گرفته بر نقشه‌های قدیمی و جدید، عمده فرش‌های بافته‌شده در کاشان به ۸ سبک اصلی تقسیم می‌شود.

### طرح لچک ترنج یا ترنج و محراب
این طرح به احتمال زیاد از نقش جلدهای چرمی کتاب‌های قدیمی و برخی کاشی کاری‌های مساجد و مدارس الهام گرفته شده‌است و حداقل از دوره صفویه در طراحی فرش ایران مرسوم بوده و یکی از عمومی‌ترین سبک‌های نقشه فرش در کاشان است که در مناطق دیگری همچون یزد، کاشمر، اردستان و کشور مصر نیز از آن تقلید کرده‌اند.

### طرح افشان
طرح افشان نقشه خاص و محبوبی است که بدون ترنج و محراب یا لچک بوده و از گل و بوته‌های بزرگ و کوچک و خطوط منحنی اسلیمی متن تشکیل شده و با نوار حاشیه احاطه شده‌است. طرح افشان که از طرح‌های فرعی شاه عباسی است، به طرح سرتاسری شاه عباسی نیز معروف است. از نوع‌های ویژه آن می‌توان افشان شکسته، افشان دسته گلی، افشان حیوان دار، افشان اسلیمی و افشان ترنج دار را نام برد. از نامداران نقشه‌کش این طرح به میرزا عباس صنیعی و پسرش محمد صنیعی می‌توان اشاره کرد.

### طرح گلدانی و درختی
طرح گلدانی و درختی یکی از اصیل‌ترین نقشه‌های کاشان است که پیشینه ای دراز دارد. قالی‌های طرح گلدانی معروف دوران صفویه منسوب به جوشقان کاشان است. در حال حاضر این طرح در کاشان و منطقه ابوزیدآباد و بیشتر به صورت قالیچه بافته می‌شود. نوعی از این طرح به نام «حاج خانمی» نیز در کاشان و نطنز بافته می‌شود. این طرح انواع مختلف دارد و از ویژگی‌های آن این است که تکراری نبوده و سرتاسر بوم را گلدان یا درختی می‌پوشاند. برخی نقشه‌های دبیرالصنایع از این نوع است. نقشه‌های شادسر ابوزید آباد نیز عمدتاً گلدانی و درختی است.

### طرح محرابی
طرح محرابی از آن جهت که تداعی کننده محراب مسجد است، به آن نام مشهور گردیده‌ و بیشترین کاربرد آن نیز استفاده در مساجد می‌باشد. قسمت بالای بوم یا زمینه، قوس محراب طراحی می‌گردد که عمدتاً حالت دوم لچک را دارد و نوار حاشیه نیز زمینه فرش را احاطه می‌کند. ممکن است خطی از قرآن، حدیث یا اسماء متبرکه در قوس محراب یا جای سجده و بعضاً در حاشیه فوقانی یا تا نیمه حاشیه‌های راست و چپ نیز نوشته شود. در متن و حاشیه نیز از نگاره‌های جانوران، پرندگان و انسان به هیچ رو استفاده نمی‌شود تا برای نمازگزار اشکالی ایجاد نکند.
در نقشه محرابی کاشان، انواع محرابی گلدانی، ستوندار، قندیلی و درختی با نگاره‌ها و قوس‌های گردان در قالیچه طراحی می‌گردد و در انواع ابریشمی و کرکی بافته می‌شود.

### طرح شکارگاه
نقشه‌های طرح شکارگاه در کاشان مربوط به دوره صفویه می‌شود. سرتاسر زمینه یا بوم طرح شکارگاه شامل منظره ای از شکارگاه شامل حیوانات، شکارچی و گیاهان مختلف بوده و دارای نقشه سراسری است. امروزه این طرح به گونه ای محدود و بیشتر به صورت قالیچه و با خامه ابریشم یا کرک در کاشان و ابوزیدآباد بافته می‌شود. از طراحان معاصر می‌توان به سید محمد افسری در این خصوص اشاره کرد.

### طرح‌های واگیره‌ای
طرح‌های واگیره‌ای شامل قسمتی از کل فرش (مثلاً یک‌هشتم، یک شانزدهم و یک سی و دوم) است و در بوم تکرار می‌گردد و انواع مختلف دارد که سه طرح اصلی آن که در کاشان بافته می‌شود عبارتند از:

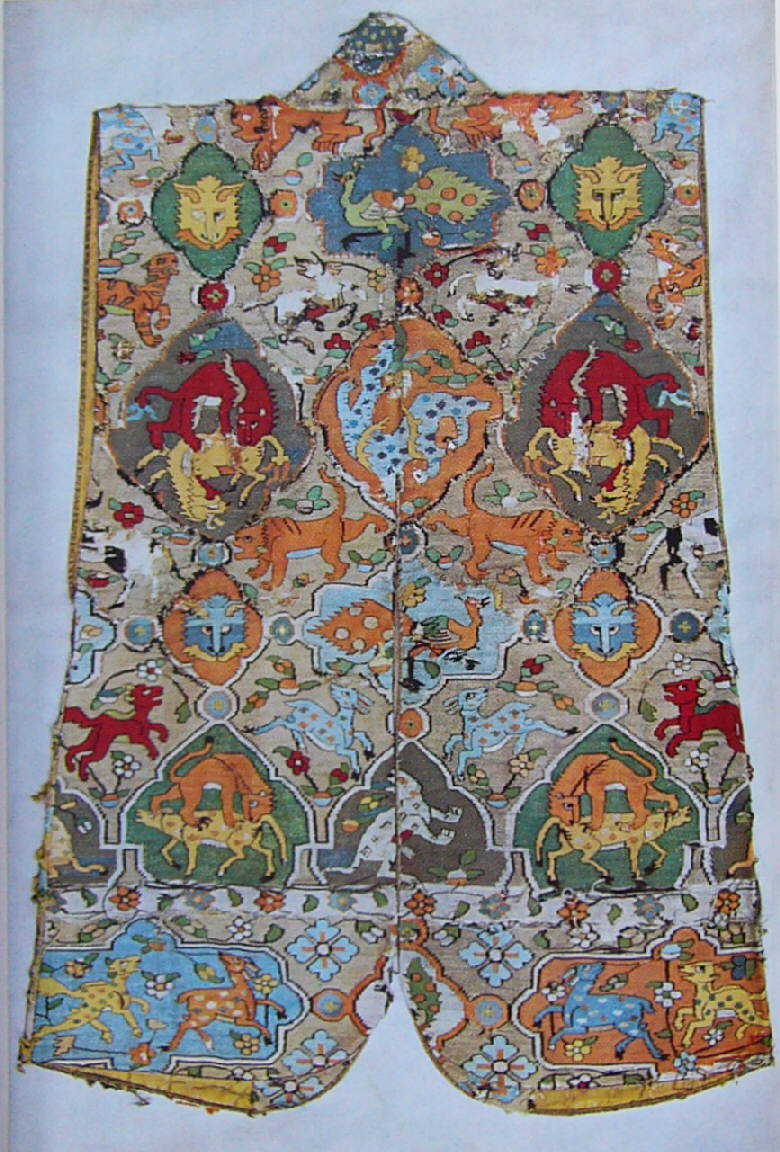

- طرح خشتی یا قابی
- طرح خشتی یا قابی
- طرح بته ای (بته جقه)

### طرح‌های تصویری
در طرح‌های تصویری نقشه به صورت سراسری است و در کاشان سابقه طویلی دارد.
در دوران معاصر نیز خانواده افسری به ویژه سید امیرحسین افسری کاشانی که اکثرا فرش‌های دربار محمد رضا شاه پهلوی را به صورت سفارشی می‌بافتند و همچنین برادران ایشان به نام‌های سید محمد افسری و سید نظام الدین افسری و کسانی چون کاشف و محمد آقا قاسمی و محمد سعید به این طرح‌ها پرداخته‌اند. این طرح‌ها که به مینیاتوری یا نگاه گری نیز معروف می‌باشند به ۳ دسته تقسیم می‌شوند:
- منظره ای
- شمایلی
- چهره ای

### طرح محتشم
طرح محتشم نقوش تلفیقی هندسی و گردان دارد و قالب کلی آن، لچک ترنج است. دو تفاوت اصلی این طرح که باعث جذابیت آن شده، حاشیه پهن بسیار زیبای آن و نیز طرح ساده شده درخت بید مجنون، گل‌ها و برگ‌ها و ساقه هماهنگ آن است که لچک‌های فرش، درختان بید را نشان می‌دهد. در حاشیه بزرگ و پهن آن نیز گل‌های شاه‌عباسی و بند گره وجود دارد. عمدتاً گل‌های فرش، قابی شکل بوده و در داخل آنها شاخ و برگ تنظیم شده‌است.

## رنگ های پر کاربرد و رنگرزی قالی کاشان
از جمله نمونه های پرآوازه ی فرش کاشان، فرشهای لاکی هستند که عموما از متن و حاشیه ای به رنگهای لاکی و سرمه ای شکل می گیرد. رنگ لاکی از گیاه روناس به دست می آید که در شرایط آفتابی و در زمینهای کویری می روید، در ایران روناس از مناطقی در یزد و انارک و کرمان به دست می آید. یکی از طیف های شناخته شده ی رنگ قرمز در قالی کاشان ، قرمز سیر است که به وسیله ی قرمز دانه که نوعی حشره است به دست می آید.همچنین رنگ سرمه ای یا نیلی که در حاشیه و متن به فراوانی استفاده می شود و معمولا از نیل تهیه می شود، نیلی که سابقا رنگی گیاهی بوده و از درخت نیل به دست می آمده، امروزه از گونه ی رنگهای خُمی محسوب می شود. از دیگر رنگهای پر کاربرد در قالی دستباف کاشان می توان به دوغی، چهره ای، الماسی، مله ای، مسی و دارچینی اشاره کرد.
امروزه شهر کاشان دارای تعدادی کارگاه رنگرزی فعال است که انواع رنگ های طبیعی و غیر طبیعی را بسته به کاربردشان برای رنگرزی الیاف قالی به کار می بندند.

## مشاهیر
حاج ملاحسن محتشمی، از قالیبافان کاشانی در عصر قاجار است که در بافتن قالی‌های نقش‌برجسته استاد بوده‌است. حاج ملّا حسن در سنّ هفتاد سالگی به تاریخ ۱۱ رجب ۱۳۳۵ درگذشت.
از دیگر بزرگان فرش کاشان محمود دبیرصنایع بود . وی که بیشتر به عنوان طراح نقوش فرش شناخته می شد در سنین حدود چهل سالگی برای دربار پهلوی فرشهایی طراحی کرد .
خاندان صانعی از جمله سید رضاخان صانعی ، میرزا نصرالله خان نقاش زاده صانعی و علی صانعی از مشهورترین طراحان و تولید کنندگان فرش کاشان بودند. به گفته ی شیرین صوراسرافیل سید رضاخان صانعی نام آور ترین هنرمند در طراحی نقوش قالی در تاریخ فرش کاشان است .
خانواده ی افسری و در راس آنان محمد افسری از دیگر مشاهیر فرش کاشان هستند ، بیشتر نقش های محمد افسری پرتره ، پرده های بزمی ، درخت و منظره بود .
محمد صنیعی و احمد سازور از دیگر طراحان چیره دست قالی دستباف کاشان بودند .

## بازرگانان و تولیدکنندگان یهودی فرش دستباف کاشان
پس از دوره ی صفوی و با افزایش شمار یهودیان ساکن در شهر کاشان ، این شهر را با عنوان "اورشلیم کوچک" شناختند.در این میان یهودیان ضمن زیست در میان دیگر مردم کاشان در شغل هایی از جمله بازرگانی و تولید کالاها وارد شدند . از آن جمله تجارت و تولید فرش دستباف، آنهم در دوره ای بود که فرش کاشان کم کم به عنوان کالایی معتبر و سود آور به صورت گسترده تولید می شد.
قدیمی ترین فرشهایی که با نام یهودیان در کاشان می شناسیم مضامین مذهبی و انجیلی دارد.در کتابی با نام "فرشهای کلیمیان کاشان" نوشته ی "آنتون فلتون" یکی از فرشهای معروف فرش سلیمان و ملکه ی صبا بود که در سال ۱۸۲۲ میلادی "جوزف پسر حاجی ماری" آن را تولید کرده است .
از دیگر تولیدکنندگان یهودی فرش کاشان در میانه ی سده ی نوزدهم میلادی "یزقل اکتوال" بود که در ابتدا با مضامین مذهبی و سپس با مضامین کمتر مذهبی و گاه نقوش کلاسیک قالی کاشان به تولید قالی می پرداخت. قالی های با نام اکتوال  تا سالهای پایلنی سده ی نوزدهم در کاشان تولید می شدند .
از همین دوره دو فرش با کتیبه هایی تحت عنوان "فرمایش اسمعیل اوبا یهودی" و "اسمعیل آقابابا" موجود است که احتمالا هر دو به نام یک نفر اشاره دارد. از دیگر تولیدکنندگان در این دوره می توان به اسمعیل لاویان و موسیو لوان اشاره کرد.
ظاهرا گروهی از یهودیان در محله ی سرپله کاشان زندگی می کردند که در ابتدا به کار قماش و پارچه و سپس فرش مشغول بودند.
در موردی تاریخی پس از ترور ناصرالدین شاه ، پزشکی یهودی به نام حکیم نور محمود نهورای در بهبودی شاه بسیار کوشید. در نتیجه ناصرالدین شاه به رسم قدردانی فرشی با مضامین مذهبی یهودی به وی هدیه داد. این فرش که در سال ۱۸۹۰ میلادی در کاشان بافته شده بود اینک در موزه ی Beth Tzedec در کشور کانادا نگهداری می شود.

## قالی‌خانه
«قالی‌خانه» نامی است که بر خانه حاج باب قربان علی عدالت، از بزرگترین تاجران و تولیدکنندگان فرش کاشان در زمان قاجار، گذاشته شده‌است. در قالی‌خانه ۲۸ تخته فرش از دوره صفویه تا قاجاریه به نمایش گذاشته شده‌است.